# Brime de Sog
Brime de Sog è un comune spagnolo di 237 abitanti situato nella comunità autonoma di Castiglia e León.